# Acrocephalus mendanae
Acrocephalus mendanae là một loài chim trong họ Acrocephalidae.